# Mijaíl Kudriavtsev
Mijaíl Kudriavtsev es un deportista soviético que compitió en vela en la clase 470. Ganó una medalla de oro en el Campeonato Europeo de 470 de 1978.

## Palmarés internacional
| Campeonato Europeo | Campeonato Europeo | Campeonato Europeo | Campeonato Europeo |
| Año                | Lugar              | Medalla            | Clase              |
| ------------------ | ------------------ | ------------------ | ------------------ |
| 1978               | Cascaes (Portugal) | Medalla de oro     | 470                |